# كيم جاي-هون
كيم جاي-هون (21 فبراير 1988 بكوريا الجنوبية - ) هو لاعب كرة قدم كوري جنوبي في مركز الدفاع. لعب مع تشونام دراغونز ودايجون هانا سيتزن وGangneung Citizen FC ‏ وChungju Hummel FC ‏.

## وصلات خارجية
- كيم جاي-هون على موقع دوري كوريا الجنوبية (الإنجليزية)
- كيم جاي-هون على موقع قاعدة بيانات كرة القدم.إي يو (الإنجليزية)